# Роберт III (граф Фландрии)
Роберт III Бетюнский (фр. Robert de Béthune; ок. 1247 — 17 сентября 1322, Ипр) — граф Невера в 1272—1280 годах, граф Фландрии с 1305 года. Старший сын Ги де Дампьера, графа Фландрии, и Матильды де Бетюн, дамы Бетюна, Дендермонда, Ришбурга и Варнетона, дочери Роберта VII, сеньора де Бетюн и Елизаветы де Морьяльме.

## Биография
После смерти матери в 1264 году Роберт унаследовал её владения, включая сеньорию Бетюн, с чем связано его прозвище.
В 1272 году Роберт женился второй раз на Иоланде II Бургундской, графине Невера. Благодаря этому браку Роберт стал соправителем графства Невер. После смерти Иоланды графский титул перешёл их старшему сыну Людовику, однако во время его малолетства графство оставалось под управлением Роберта.
В конце XIII века начался конфликт отца Роберта, Ги де Дампьера, с королём Франции Филиппом IV. В результате в 1294 году Филипп IV под надуманным предлогом пригласил в Париж Ги вместе с двумя старшими сыновьями, Робертом и Гильомом, где заключил их в тюрьму. Все они были отпущены только после того, как Ги принял условия короля.
В 1297 году Ги присоединился к королю Англии Эдуарду I, воевавшегому против Франции. Но союзники не оказали Фландрии практически никакой поддержки, летом французская армия захватила значительную часть Фландрии, а 9 сентября было заключено перемирие. В 1299 году между королями Англии и Франции был заключен мирный договор, в котором граф Фландрии не указывался. В результате небольшая армия не смогла в 1300 году противостоять французам. Граф Ги с двумя старшими сыновьями, Робертом и Гильомом, сдались и были заключены в разных местах королевства, а Фландрия была присоединена к королевству. Роберт оказался заключен в замок Шинон.
Но удержать Фландрию Филипп Красивый не сумел. В 1302 году в вспыхнуло восстание, во главе которого встал младший брат Роберта, Жан I, маркграф Намюра, а также племянник Вильгельм Юлихский. 11 июля 1302 года состоялась битва при Куртрэ, известная также как «битва золотых шпор». Французская армия потерпела сокрушительное поражение. Цвет французского рыцарства погиб на поле битвы, на котором победители собрали до 4000 золотых рыцарских шпор. В итоге французы утратили контроль над Фландрией. В 1303 году правителем Фландрии стал старший из оставшихся на свободе братьев Роберта, Филипп, граф Теано. Филипп Красивый так и не смог подавить восстание, в результате чего он был вынужден в сентябре 1303 года заключить перемирие, а также освободить графа Ги с сыновьями.
Но в июле 1304 года французский флот вторгся во Фландрию и 10 августа разгромил фламандский флот под командованием Ги Намюрского, сына Ги, в битве Зирикзее. Ги опять оказался в плену.
В отсутствие отца Фландрия оказалась под управлением Роберта, который продолжил борьбу против Франции. 18 августа состоялась битва при Монс-ан-Певеле, но она не дала ни одной стороне никакого перевеса. Вскоре после этого начались переговоры о мире, которые длились больше года. За это время 7 марта 1305 года в заключении в Компьене умер Ги, что сделало Роберта графом Фландрии.
В итоге мир был подписан в июне 1305 года в Атис-сюр-Орж, однако его условия оказались очень унизительными и тяжелыми для Фландрии, поскольку по нему Фландрия и её города фактически оказывались в полной зависимости от короля Франции, который, ко всему прочему, получал в залог часть графства, включая замки Кассель и Куртре, а также кастелянства Лилль, Дуэ и Бетюн, а также огромную ренту.
Роберт III, заключив мир с Филиппом, постарался наладить дела во Фландрии, жители которой были очень недовольны условиями мира. При этом он воспользовался миром, чтобы продолжить семейный конфликт с домом Авен. В 1310 году Роберт заставил прекратить военные действия Вильгельма Доброго, ставшего после смерти отца, Жана II, графом Эно и Голландии, а также восстановил сюзеренитет над Голландией. Также Роберт даровал многочисленные торговые привилегии, что способствовало возвращению в Брюгге иностранных купцов, а также развитию промышленности в других городах.
Обеспечив тылы, Роберт начал готовиться к возобновлению борьбы с Францией, поскольку король Филипп IV предпринял ряд новых шагов для аннексии Фландрии. Для этого Роберт в 1309 году наладил отношения с императором Священной Римской империи Генрихом VII, своим близким родственником по линии матери, однако тот был занят войнами в Италии и не мог ничем помочь, так что Роберт мог рассчитывать только на свои силы. Однако возможности бороться с Францией у него не оказалось.
По условиям Атисского мира Роберт был подсуден не парижскому парламенту, как раньше его отец, а суду палаты пэров. После того, как Вильгельм д’Эно обратился к Филиппу с жалобой на вторжение Роберта в Эно, Филипп вызвал в 1310 году графа Фландрии на суд пэров. В итоге 11 июля 1312 года он был вынужден уступить Филиппу Красивому валлонскую Фландрию, включая Лилль, Дуэ и Бетюн.
После смерти Филиппа IV в 1314 году вспыхнула новая война. Наследник Филиппа, Людовик X в 1315 году выступил в поход во Фландрию, однако проливные дожди замедляли продвижение армии, а в сентябре та застряла в болоте, после чего была вынуждена повернуть назад.
Позже Роберт попытался воспользоваться смутами, вспыхнувшими во Франции после восшествия на престол Филиппа V Длинного в 1316 году, чтобы вернуть утерянные владения. Но эта попытка кончилась ничем, кроме того, против отца выступили собственные сыновья. В итоге Роберт 5 мая 1320 года заключил окончательный мир с Францией, а также прибыл в Париж и принес присягу королю Филипу V, окончательно отказавшись от валлонских земель. Кроме того, 21 июля был заключен брак между внуком Роберта, Людовиком, и дочерью Филиппа Маргаритой.
Роберт умер 17 сентября 1322 года. По условиям договора 1320 года наследником Роберта стал его внук Людовик, который воспитывался при французском дворе, однако его отец, граф Невера Людовик I, и так умер раньше своего отца — 24 июля 1322 года.

## Брак и дети
1-я жена: с 1266 года Бланка Анжуйская (1250 — до 10 января 1270), дочь Карла I Анжуйского, короля Сицилии и Неаполя, и Беатрисы Прованской, графини Прованса. Дети:
- Карл (ок. 1266—1277)
- Ребёнок (?) (январь 1270 — ?)[1]

2-я жена: с марта 1272 года Иоланда Бургундская (ок. 1248/1249 — 2 июня 1280), графиня Невера, дочь Эда Бургундского, графа Шароле, Невера, Осера и Тоннера, и Матильды (Маго) II де Бурбон-Дампьер, графине Невера, Осера и Тоннера, вдова Жана-Тристана Французского, графа Валуа. Дети:
- Людовик I (ум. 24 июля 1322 года), граф Невера с 1280 года
- Роберт (ум. 1331), граф де Марль, сеньор Касселя и Варнетона, барон д’Аллюи и де Монмирай
- Жанна (ум. 1333), аббатиса Савуа (около Лана); муж: с мая 1288 Ангерран IV (ум. 1310), сеньор де Куси, виконт де Мо
- Иоланда (ум. январь 1313); муж: с 24 июля 1287 (контракт) Готье II (ок. 1267—1310), сеньор д’Энгиен
- Матильда (ум. после 13 января 1331); муж: с 7 марта 1314 (контракт) Матье Лотарингский (ум. 1330), сеньор Варсберга и Дарне